# Ribose
Ribose là một carbohydrate có công thức C5H10O5; cụ thể, đó là một monosacarit pentose (đường đơn giản) có dạng tuyến tính H− (C = O) - (CHOH) 4 − H, có tất cả các nhóm hydroxyl ở cùng một phía trong phép chiếu Fischer.
Thuật ngữ này có thể đề cập đến một trong hai enantiomers. Thuật ngữ này thường chỉ D-ribose , xuất hiện rộng rãi trong tự nhiên và được thảo luận ở đây. Hình ảnh phản chiếu tổng hợp của nó, L-ribose , không được tìm thấy trong tự nhiên.
D-Ribose được báo cáo lần đầu tiên vào năm 1891 bởi Emil Fischer. Nó là một epime carbon C'-2 của đường D-arabinose (cả hai loại đồng phân được đặt tên theo nguồn gốc của chúng, kẹo cao su arabic) và ribose được đặt tên như một sự sắp xếp lại một phần các chữ cái trong từ 'arabinose'.
Ribose β-D-ribofuranose tạo thành một phần của xương sống của RNA. Nó có liên quan đến deoxyribose, được tìm thấy trong DNA. Các dẫn xuất phosphoryl hóa của ribose như ATP và NADH đóng vai trò trung tâm trong quá trình trao đổi chất. cAMP và cGMP, được hình thành từ ATP và GTP, đóng vai trò là các sứ giả thứ cấp trong một số đường dẫn tín hiệu.
Công thức hóa học là C5H10O5. Một trong Aldo Pentos. Đương nhiên, chỉ tồn tại dạng D, điểm nóng chảy 95 ° C., góc quay cụ thể [α] (/ D) = - 23,7 °. Hòa tan trong nước, ít tan trong rượu. Nó hiện diện rộng rãi trong thế giới sinh học như là một thành phần của coenzyme như RNA , ATP , NAD, NADP, coenzyme A và các loại khác. Một chất trong đó một trong các nhóm hydroxyl của ribose được thay thế bằng nguyên tử hydro được gọi là deoxyribose và có nhiệt độ nóng chảy là 78 ° C., một vòng quay cụ thể [α] (/ D) = - 50 °, và chủ yếu được chứa trong nhân như một thành phần cấu thành của DNA in vivo.